# Csuja Imre
Csuja Imre (Hajdúnánás, 1960. július 11. –) Jászai Mari-díjas magyar színművész, érdemes és kiváló művész, a Halhatatlanok Társulatának örökös tagja. 

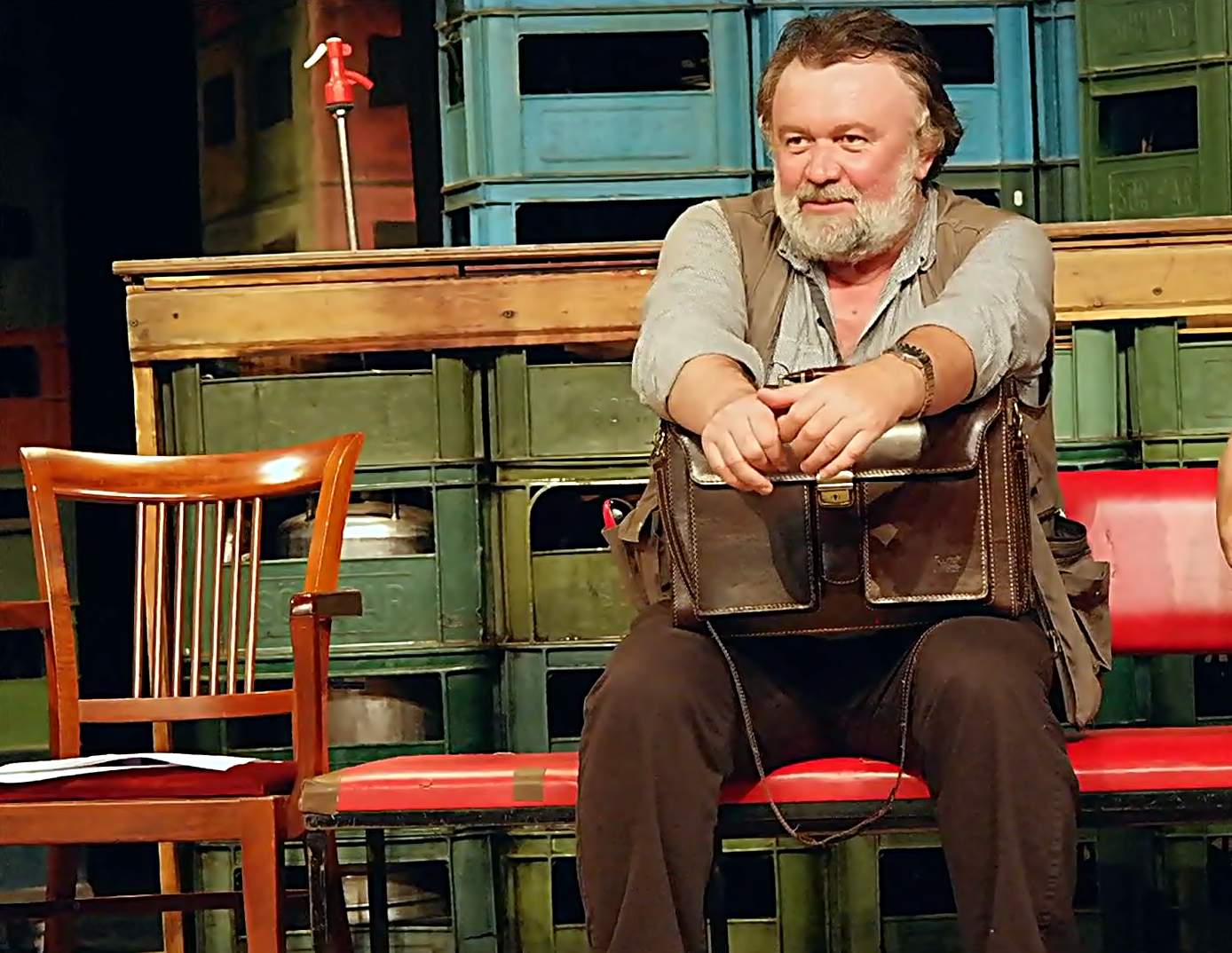
A több mint négyszázszor játszott Portugál díszletében

## Életpályája
1984-ben végezte el a Színház- és Filmművészeti Főiskolát Simon Zsuzsa osztályában, majd a Pécsi Nemzeti Színházhoz került. 1987-ben a debreceni Csokonai Színházhoz szerződött, 1989-ben az egri Gárdonyi Géza Színház tagja lett. 1990-től az Arany János Színházban töltött négy évet, majd szabadfoglalkozású művészként lépett színpadra. 10 év szabadúszást követően 2004-ben leszerződött az Örkény István Színházhoz. Színpadi kedvencei a görög klasszikusok, és Shakespeare művei. Sokat foglalkoztatott, népszerű szinkronszínész, több mint 800 filmnek kölcsönözte a hangját. Sajátos hangszíne és stílusa szinte összetéveszthetetlen.
A kortárs magyar film egyik sokat foglalkoztatott művésze, a mai magyar valóságra jellemző ismerős, kicsit a periférián mozgó embertípusok egyik első-számú megformálója.
2009-ben összeállította önálló estjét, melyen Ady műveit adta elő.
2015-ben a Hungary’s Got Talent című tehetségkutató műsor zsűritagjaként tűnt fel az RTL Klub csatornán.
2024-től a Halhatatlanok Társulatának örökös tagja.
2025-ben nyugdíjba vonulása alkalmából köszöntötte a társulat. Egyúttal bejelentették: a következő évadban már csak meglévő szerepeiben láthatja őt a közönség, újakat már nem vállal.

## Magánélete
Felesége 1983 óta Árvay Zsuzsa szinkronrendező. Lányuk Csuja Fanni, vejük Telekes Péter színművész, akik révén három unokája van. Nagyobbik fiuk, Gergő 2003-ban önkezével vetett véget életének, kisebbik fiuk, Bence pedig 2019-ben követte bátyja tragikus példáját.

## Színpadi szerepei
- William Shakespeare:
  - Lear király…Frankföld királya
  - A makrancos hölgy...Tranio, Lucentio szolgája
  - Vízkereszt, vagy bánom is én…Orsino herceg
  - Szeget szeggel…Porkoláb
  - A vihar…Stephano
  - Hamlet…Polonius
  - Tévedések vígjátéka…Solinus herceg
- Molière:
  - Úrhatnám polgár…Filozófiatanár
  - George Dandin, avagy a megcsúfolt férj…George Dandin
- Anton Pavlovics Csehov:
  - Sirály…Samrajev
  - Apátlanul…Vengerovics
- Arthur Miller:
  - Pillantás a hídról…Eddie
  - Az ügynök halála…Ben bácsi
- Bertolt Brecht:
  - Filléres opera…Tigris Brown
  - A kivétel erősíti a szabályt…Kereskedő
  - Arturo Ui feltartóztathatatlan felemelkedése…Az öreg Dogsborough; Egy színész
- Friedrich Dürrenmatt:
  - János király…Lipót, Ausztria hercege; Lord Bigot; Angol hírnök
  - A fizikusok…Möbius
- Ödön von Horváth:
  - Kasimir és Karoline…Rauch
  - Mesél a bécsi erdő…Miszter
- Alekszandr Galin: A lelátó…Oleg Potyehin
- Vajda Anikó-Vajda Katalin: Villa Negra…Diák csavargó, a Villa Negra lakója
- Jevgenyij Lvovics Svarc: Hókirálynő…Holló úr
- Bernardo Bibbiena: Calandria…Fessenio, szolga
- Aiszkhülosz-Euripidész-Szophoklész: Test-vér-harc…Őr
- Andrzej Maleszka: Vihar a Gogo Színházban…Vőlegény
- Maurice Maeterlinck: A kék madár…Kutya
- Marschalko Zsolt: Kaméleonidász…Xerox, fogadós
- Bereményi Géza: A jéghegyek lovagja…Melkolf
- Tankred Dorst: Amálka…Miniszterelnök
- Edward Bond: Kinn vagyunk a vízből…Colin
- David Mamet: Amerikai bölény…Bob, Don védence és kisegítője
- John Gay: Koldusopera…Tsenneő Kóbi, Macheath bandájának tagja
- Weöres Sándor: A kétfejű fenevad…Orkhán, pécsi szandzsák-bég; Döröghy Gáspár
- Alekszandr Valentinovics Vampilov: A megkerült fiú…Kugyimov
- Arnold Wesker: A királynő katonái…Ginger Richardson
- Jean Giraudoux: Amphitryon '38'…Amphitryon
- Oldřich Daněk: Jelentés N. város sebészetéről
- Charles Dickens: Olivér
- Mikszáth Kálmán: A Noszty fiú esete Tóth Marival
- Sarkadi Imre: Oszlopos Simeon, avagy lássuk Uramisten, mire megyünk ketten…Postás, szállító
- Alan Alexander Milne: Micimackó…Micimackó
- Hilda Hellwig: Mi lesz veled, emberke?…Kleinholz kereskedő; Rendőr
- Charles-Ferdinand Ramuz: A katona története…Katona
- Egressy Zoltán: Kék, kék, kék…Fil
- Spiró György: Fogadó a Nagy Kátyúhoz…Schwartz Adolf, pesti fogadós
- Allan Livier: Pokol…Szomszéd
- Bodó Viktor: Attack…Apa
- Jon Fosse: Tél…Férfi
- Tamási Zoltán: Gyilkos nap (Héroszok)…Tulaj
- Alessandro Baricco: Novecento – Az óceánjáró zongorista
- Kárpáti Péter: Első éjszaka avagy az utolsó…Ghúl
- Kárpáti Péter: Búvárszínház…Sajó
- Sławomir Mrożek: Tangó…Eugéniusz
- Podmaniczky Szilárd: Beckettre várva
- Podmaniczky Szilárd: Albert Einstein paprikáskrumpli…Mileva, Einstein felesége
- Vaszilij Szigarjev: Guppi…Leonyid
- Tasnádi István: Kihagyhatatlan
- Oleg Presznyakov: Csónak…Jon
- Szigligeti Ede: Liliomfi…Kányai, fogadós
- Podmaniczky Szilárd: József és testrészei
- Örkény István: Tóték
- Henrik Ibsen: Peer Gynt
- John Steinbeck: Egerek és emberek…George
- Carlo Goldoni: Két úr szolgája...Truffaldino
- Georges Feydeau: A barátom barátnője...Adonis
- Georges Feydeau: A hülyéje…Pinchard
- Luigi Pirandello: Hat szereplő szerzőt keres…Díszítő
- Aiszkhülosz: A leláncolt PrométheuszPrométheusz
- Euripidész: Andromakhé…Hírnök
- Euripidész: Helené…Hírnök
- Alekszandr Nyikolajevics Osztrovszkij: Hozomány nélküli menyasszony…Jurij Kapitanics Karandüsev
- Klaus Mann: Mefisztó…Göring
- Katona József: Bánk bán…Biberach
- George Bernard Shaw: Candida…Eugene Marchbanks
- Johann Wolfgang von Goethe: Stella…Fernando
- Martin McDonagh: Macskabaj…Donnie
- Heinrich von Kleist: Homburg herceg…Kottwitz ezredes
- Örkény István: Pisti a vérzivatarban…Apa
- Weöres Sándor: Holdbéli csónakos…Idomeneus, krétai király
- Illyés Gyula-Litvai Nelly: Szélkötő Kalamona…Igazgató
- Füst Milán: Boldogtalanok…Sirma Ferenc
- Csiky Gergely: IngyenélőkBankó Béni
- Hernádi Gyula: Hagyaték…Szelénosz
- Jókai Mór-Böhm György-Korcsmáros György: A kőszívű ember fiai…Ödön
- Szomory Dezső: Bella…Princ Liebesberg; Tormai Gusztáv
- Schwajda György: Mari…Dr. Nagy Béla
- Csurka István: Ki lesz a bálanya?...Csüllögh
- Kamondi Zoltán: Szentivánéji állomás…Vackor
- Egressy Zoltán: Portugál…Kocsmáros
- Gáspár Ildikó: Bohémélet…Schaunard
- Miguel de Cervantes: La Mancha lovagja…Pedro
- Václav Havel: Audiencia…Sörmester
- Nyikolaj Erdman: A mandátum…Guljacskin Pavel Szergejevics
- Gerhart Hauptmann: Henschel fuvaros…Wermelskirch
- Vinnai András-Bodó Viktor: Motel
- Pierre Barillet-Jean-Pierre Grédy: A kaktusz virága…Igor
- Tasnádi István: Finito…Blondin Gáspár
- Roland Schimmelpfennig: Az arab éjszaka…Hans Lomeier
- Parti Nagy Lajos: Jógyerekek képeskönyve…Apusunk
- Pozsgai Zsolt: Prófétakeringő…Bányász
- Radnóti Miklós: Virrasztó éji felleg
- Daniel Keyes–Szalay Krisztina–Sultz Sándor: Az ötödik Sally…Eliot
- Anyám tyúkja 1; 2 (Vers összeállítás)
- Mohácsi János–Mohácsi István–Parti Nagy Lajos: Köd utánam…Mizsei Lajos
- Thomas Mann-Gáspár Ildikó: József és testvérei…Lábán
- Bertolt Brecht: Galilei élete (2024) - Galileo Galilei

## Filmszerepei

### Játékfilmek
- Viadukt (1983)
- Hatásvadászok (1983)
- Te rongyos élet (1983)
- Redl ezredes I-II. (1985)
- Vadon (1989)
- Az utolsó nyáron (1991)
- A Skorpió megeszi az ikreket reggelire (1992)
- Hosszú alkony (1997)
- Szenvedély (1998)
- Kalózok (1999)
- Portugál (1999)
- Nincsen nekem vágyam semmi (2000)
- Moszkva tér (2001)
- Üvegtigris (2001)
- Új faj (2001)
- Kémjátszma (2001)
- Szerelem utolsó vérig (2002)
- Kísértések (2002)
- Kanyaron túl (2002)
- Chacho Rom (2002)
- Ébrenjárók (2002)
- Szerelemtől sújtva (2003)
- Jött egy busz… (2003)
- Rinaldó (2003)
- Telitalálat (2003)
- Egy hét Pesten és Budán (2003)
- Szezon (2004)
- Magyar vándor (2004)
- Argo (2004)
- Rózsadomb (2004)
- A miskolci boniésklájd (Pali apja, 2004)
- Állítsátok meg Terézanyut! (2004)
- A temetetlen halott (2005)
- Kész cirkusz (2005)
- A fény ösvényei (2005)
- Ólomidő (2005)
- Egy szoknya, egy nadrág (2005)
- Rokonok (2005)
- Üvegtigris 2. (2006)
- Budakeszi srácok (2006)
- Emelet (2006)
- Megy a gőzös (2007)
- Süti (2007)
- Lora (2007)
- A Nap utcai fiúk (2007)
- Valami Amerika 2. (2008)
- Tabló – Minden, ami egy nyomozás mögött van! (2008)
- Para (2008)
- A hetedik kör (2009)
- Üvegtigris 3. (2010)
- Argo 2. (2013)
- Tékasztorik (2017)
- A Viszkis (2017)
- Valami Amerika 3. (2018)
- Tékasztorik 2. (2020)
- Nagykarácsony (2021)
- 129 (2023)
- Carte Rouge (2023)
- Futni mentem (2024)

### Tévéfilmek
- Macbeth (1982)
- Gyalogbéka (1985)
- Isten teremtményei (1986)
- Fehér kócsagok (1990)
- Kisváros (1993–2001)
- X polgártárs (1995)
- Pasik! (2000)
- Limonádé (2002–2003)
- Fekete fehér (2006)
- Régimódi történet (2006)
- Örkény lexikon (2007)
- A barátkozás lehetőségei (2007)
- Kelj fel és járj! (2007)
- Állomás (2008–2010)
- Jóban Rosszban (2010-2014)
- Casino (2011)
- Mindenből egy van (2012)
- Munkaügyek (2012–2014, 2017)
- Kossuthkifli (2015)
- A mi kis falunk (2017–)
- Egynyári kaland (2017)
- Segítség! Itthon vagyok! (2020)
- A hentes (2021)
- Valami Amerika (2023)

## Szinkronszerepei

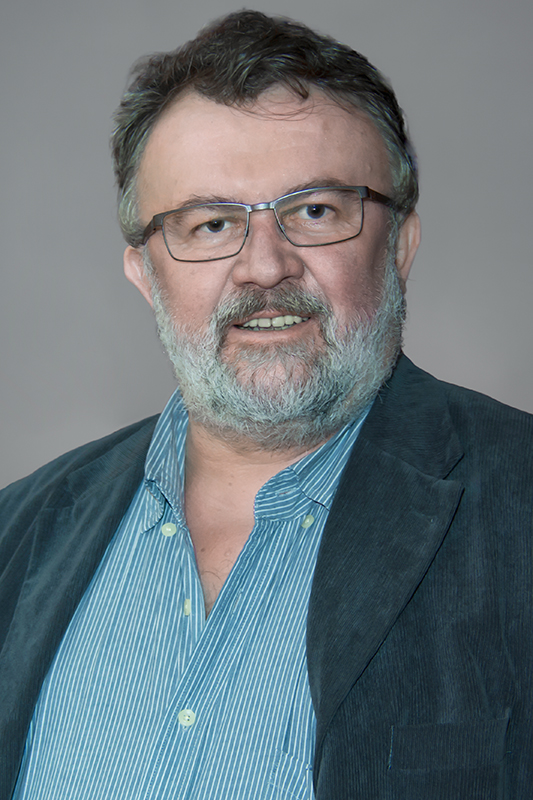
Portréja az Active Studio oldalán
Földi Tamás felvétele

### Filmek
- Harry Potter és a Tűz Serlege: Alastor "Rémszem" Mordon – Brendan Gleeson
- Harry Potter és a Főnix Rendje: Alastor "Rémszem" Mordon – Brendan Gleeson
- Harry Potter és a Félvér Herceg: Alastor "Rémszem" Mordon – Brendan Gleeson
- Harry Potter és a Halál ereklyéi 1.: Alastor "Rémszem" Mordon – Brendan Gleeson
- Torrente, a törvény két balkeze: José Luis Torrente – Santiago Segura
- Torrente 2. – A Marbella-küldetés: José Luis Torrente – Santiago Segura
- Torrente 3. – A védelmező: José Luis Torrente – Santiago Segura
- Torrente 4. – A válság halálos: José Luis Torrente – Santiago Segura
- Torrente 5. – A kezdő tizenegy: José Luis Torrente – Santiago Segura
- Fogságban – Richard O'Malley kapitány – Wayne Duvall
- Sweeney Todd, a Fleet Street démoni borbélya – Timothy Spall
- Elvitte a víz – Sid
- A három testőr – Oliver Platt
- Arany a prérin – Ben Carra
- Rendőrakadémia: Leslie Barbara – Donovan Scott (3. szinkronváltozat)
- A smaragd románca – Zack Norman
- Azok a csodálatos férfiak: Otto Schwartz – Peer Schmidt
- Gyagyás nyomozás – John Candy
- A nagy csapat – Charlie Sheen
- A nagy csapat 2. – Charlie Sheen
- Házinyúlra nem lövünk – Ed O’Neill
- A terror csapdájában – Kevin Spacey
- Úszó erőd – Krill parancsnok – Gary Busey
- Forráspont – Wesley Snipes
- Gyilkos nap – Wesley Snipes
- My Girl 2. – Dan Aykroyd
- Pancserock – Steve Buscemi
- Végsebesség – Charlie Sheen
- Pénzvonat – Wesley Snipes
- Féktelen Minnesota – Vincent O'Donofrio
- Hamlet: Első sírásó – Billy Crystal (1. szinkronváltozat)
- Pengeélen – Billy Bob Thornton
- A rajongó – Wesley Snipes
- Csalimadarak – Danny Glover
- Az ember, aki túl keveset tudott – Alfred Molina
- Egy erkölcstelen mese – Aaron Eckhart
- Életre - halálra – Wesley Snipes
- Hármasban szép az élet – Oliver Platt
- A harc mestere – Wesley Snipes
- Lúzer – Dan Aykroyd
- Csonthülye – Leon Shuster
- Pearl Harbor – Égi háború – Dan Aykroyd
- A kismenő – Steve Buscemi
- Vitathatatlan – Wesley Snipes
- A megállíthatalan – Wesley Snipes
- Házasodik a család – Forest Whitaker
- A kezdet kezdete – Oliver Platt
- Fiúk a lakókocsiparkból: Julian – John Paul Tremblay
- Folytassa a Khyber-szorosban!, MacNutt főtörzs – Terry Scott
- Megjött apuci! – Thomas Haden Church
- Az – Mike Hanlon
- Brooklyn Mélyén – Wesley Snipes
- A pusztító – Wesley Snipes
- Hullajó – Timothy Balme
- Chaplin – Dan Aykroyd
- Cliffhanger – Függő játszma - Craig Fairbrass
- Tökéletes másolat – Harry Connick Jr.
- Tűzparancs – Oliver Platt
- Célkeresztben: Al D’Andrea – Dylan McDermott
- Börtöncsapda – Conrad Dunn
- Szahara – Alan David Lee
- Az angol beteg – Kevin Whatley
- A kéz, amely a bölcsőt ringatja – Matt McCoy

### Sorozatok
- A szupercsapat: H.M. 'Bolond' Murdock százados – Dwight Schultz
- A homok titkai: Marujo – Ricardo Blat
- Csillagközi szökevények: Pilóta – Lani John Tupu (1–2. évad)
- Egy rém rendes család: Al Bundy – Ed O’Neill
- Modern család: Jay Pritchett – Ed O’Neill
- A Simpson család: Homer Simpson (egyetlen egyszer)
- Star Trek – Deep Space Nine: Elim Garak – Andrew G. Robinson
- A nagy pénzrablás
- Charlie angyalai: Jonh Bosley (egyetlen egyszer)
- A Mandalóri: Ranzar "Ran" Malk – Mark Boone Junior

## Rádió, hangjáték
- Sarkadi Imre: Oszlopos Simeon (1983)
- Vinnai András: Nagyon rossz a memóriám (2003)
- Fehér Béla: Fültől fülig (2006)
- Podmaniczky Szilárd: Címszavak (2010)
- Sánta Ferenc: Az ötödik pecsét (2017)
- Bogdán András-Fazakas Péter: Őfelsége magánnyomozója (2018)
- Kontra Ferenc: Wien. A sínen túl (2019)

## CD-k és hangoskönyvek
- Alessandro Barrico: Novecento (2006)
- A Grimm testvérek legszebb meséi (2007)
- Jonas Jonasson: A százéves ember, aki kimászott az ablakon és eltűnt (2021)
- Móricz Zsigmond: Hét krajcár – Tragédia – Barbárok és más novellák (2016)
- Vázsonyi Endre: Rémusz bácsi meséi 1. rész (2016)
- Vázsonyi Endre: Rémusz bácsi meséi 2. rész (2017)

## Díjai
- Magyar Filmkritikusok Díja – Legjobb férfi epizódszereplő (2001)
- Jászai Mari-díj (2005)
- Érdemes művész (2010)[10]
- Budapestért díj (2012)
- Páger Antal-színészdíj (2016)
- Kiváló művész (2018)
- Gábor Miklós-díj (2018)[11]
- Televíziós Újságírók Díja – Legjobb színész (2022)
- A Halhatatlanok Társulatának örökös tagja (2024)

## Portré
- ArcKép – Csuja Imre (2011)
- Hogy volt?! – Csuja Imre felvételeiből (2016)
- DTK: Elviszlek magammal – Csuja Imre (2019)
- Ez itt a kérdés – Csuja Imre (2020)
- Tükör – Csuja Imre (2021)[12]
- Nagy szám – Csuja Imre (2021)
- Szavakon túl – Csuja Imre (2023)
- Húzós – Csuja Imre (2024)

## Könyvek róla
- Csáki Judit: Imi, ne csináld! Egy nyár Csuja Imrével; Corvina, Budapest, 2022